# Nemoria gortaria
Nemoria gortaria là một loài bướm đêm trong họ Geometridae.